# ケーニヒシュタイン・イム・タウヌス

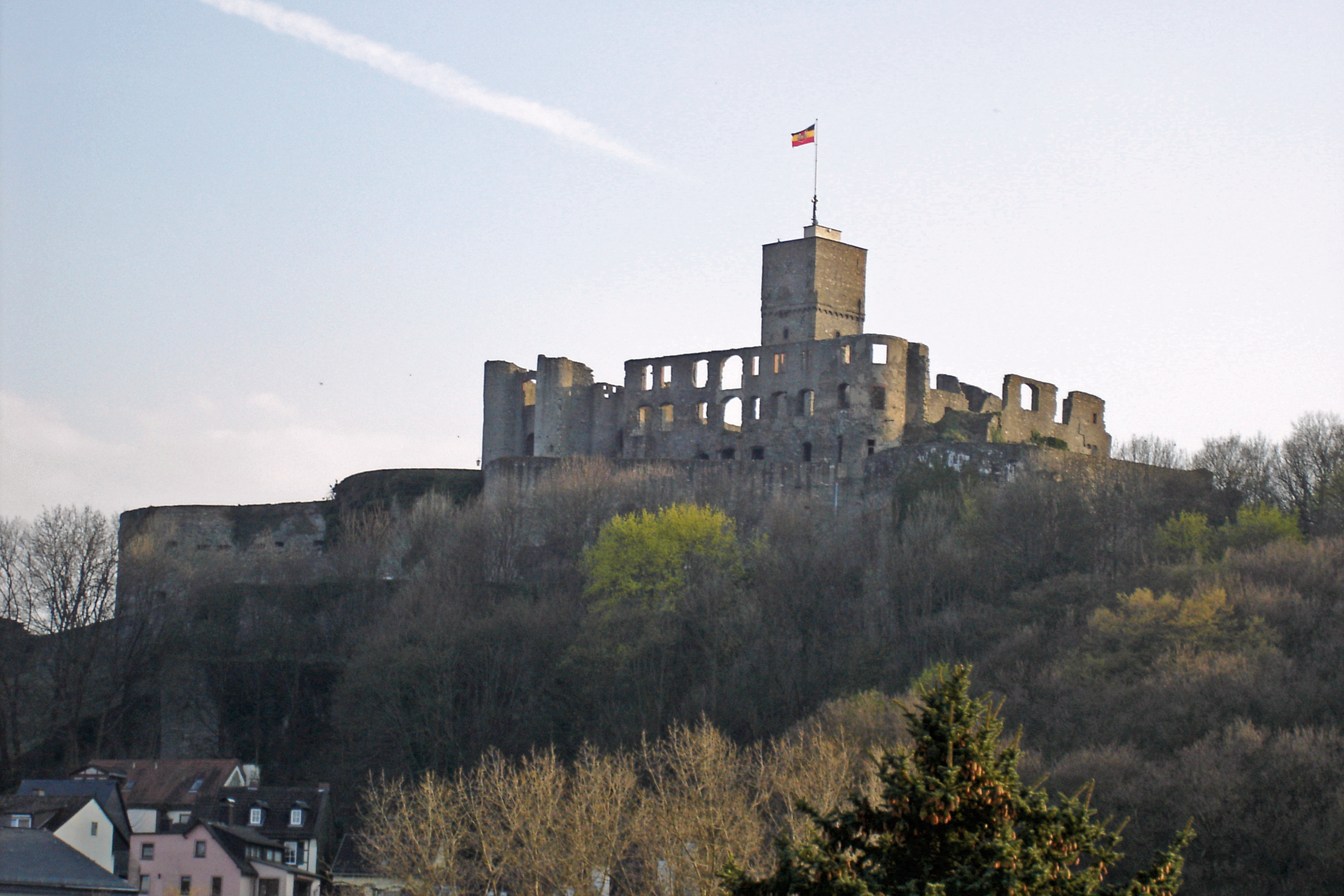
本市の象徴的建造物であるケーニヒシュタイン城

ケーニヒシュタイン・イム・タウヌス (ドイツ語: Königstein im Taunus, [ˈkøːnɪçʃta‿in ɪm ˈta‿unʊs]) は、ドイツ連邦共和国ヘッセン州ダルムシュタット行政管区に属すホーホタウヌス郡の市である。ライン＝マイン地方フランクフルト・アム・マイン郊外の、タウヌス山地の森が豊かな斜面に位置するハイルクリマティシャー・クアオルト（気候の良い保養地）である。
ケーニヒシュタイン・イム・タウヌスは、隣接する都市クローンベルク・イム・タウヌスと同様に邸宅が並ぶ快適で高級な住宅地として知られている。さらに、本市は、2011年の平均購買力インデックスがドイツ平均の191 % を示した。これはドイツ全土の最高値であった。

## 地理

### 隣接する市町村
ケーニヒシュタインは、北はシュミッテンおよびオーバーウルゼル (タウヌス)、東はクローンベルク・イム・タウヌス（以上、ホーホタウヌス郡）およびシュヴァルバッハ・アム・タウヌス、南はバート・ゾーデン・アム・タウヌスおよびケルクハイム (タウヌス)（以上、マイン＝タウヌス郡）、西はグラースヒュッテン（ホーホタウヌス郡）と境を接している。

### 市の構成
ケーニヒシュタインは中核市区のほかに3つの市区を含んでいる: ファルケンシュタイン、マンモルスハイン、シュナイトハインである。ファルケンシュタインは2002年から市全体と同様にハイルクリマティシャー・クアオルト（気候の良い保養地）の称号を与えられている。保養都市内の一市区が独立してこの称号を授けられているのは、ドイツ全土でもユニークな例である。

## 歴史
地元に伝わる伝承によれば、クローヴィス1世王が500年頃にケーニヒシュタイン城と礼拝堂を築いたとされる。
ケーニヒシュタインは1215年に初めて文献に記録されている。この頃には、城はハーゲン＝ミュンツェンベルク家の所有になっていた。この家系は1255年に断絶し、ケーニヒシュタインはファルケンシュタイン家の所有となった。この家門の統治下でケーニヒシュタインは1313年に都市権を得た。

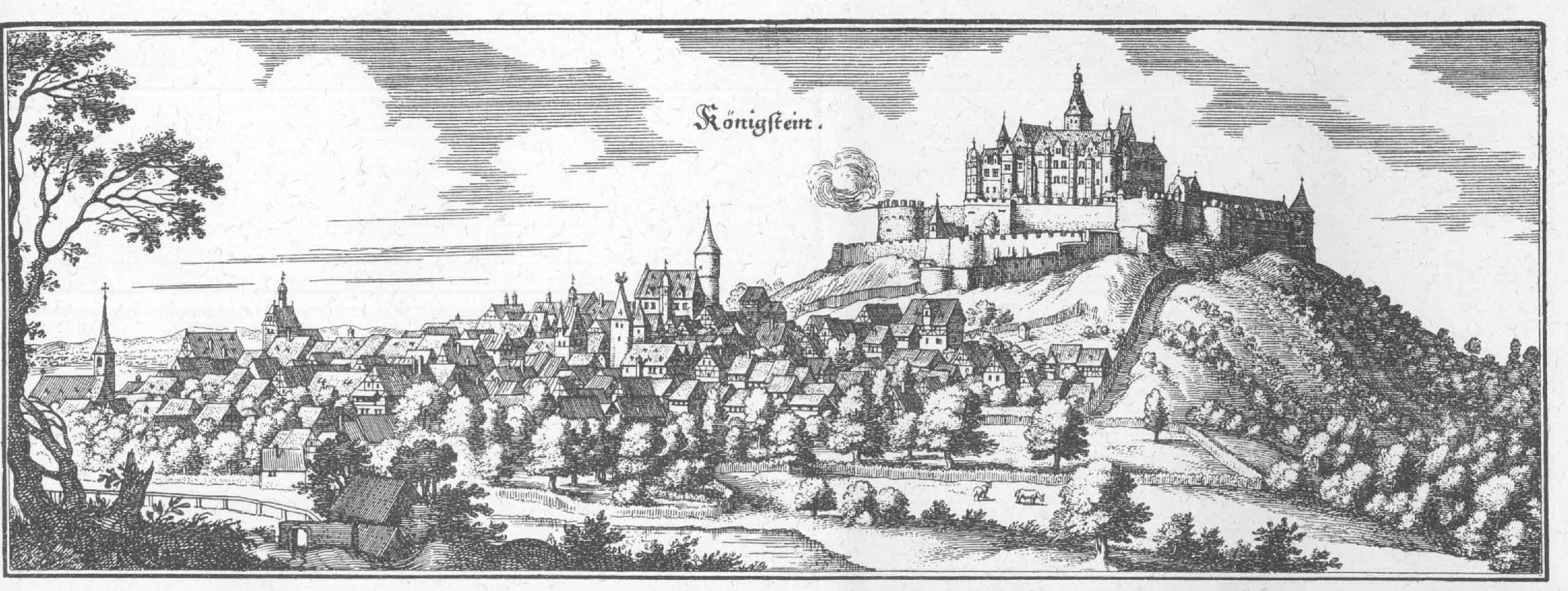
1655年のマテウス・メーリアンの銅版画に描かれたケーニヒシュタイン

1418年にファルケンシュタイン家も男系家系が途絶え、エップシュタイン家がケーニヒシュタインの遺領を獲得した。1505年8月6日、エップシュタイン家の兄弟エーバーハルト、ゲオルク、フィリップは、ローマ王（ドイツ王）で後に皇帝となるマクシミリアン1世から「ケーニヒシュタイン伯」の称号を名乗る権利を授けられた。こうしてケーニヒシュタイン伯領が創設された。1535年5月25日にエーバーハルト4世フォン・エップシュタインが死亡し、ケーニヒシュタインの都市と城は包括相続人シュトルベルク伯ルートヴィヒのものとなった。1581年にケーニヒシュタインはマインツ大司教領となった。世俗化により、マインツ大司教の世俗の権利は廃止され、その所領は分割された。ケーニヒシュタインは1803年にナッサウ＝ウージンゲン侯領となり、1806年にナッサウ公国に編入された。
1851年に水治療所が設けられ、経済発展に寄与した。1866年、ナッサウ併合に伴いケーニヒシュタインはプロイセン王国領となった。1935年、この街に「ハイルクリマティシャー・クアオルト」の称号が授けられた。
第二次世界大戦後、ケーニヒシュタインは新たに創設されたヘッセン州の一部となった。
1947年1月17日から21日にユンゲ・ウニオンの第1回ドイツ会議がケーニヒシュタインで開催された。このためこの街は、青年同盟と、CDUおよびCSUの青年組織設立の地とされている。
1977年1月1日、この街はその正式名を現在の「ケーニヒシュタイン・イム・タウヌス」とした。

### 市町村合併
ヘッセン州の地域再編を機に、1972年4月1日、州政府はシュナイトハイン/タウヌスのオーバータウヌス郡ケーニヒシュタイン・イム・タウヌスへの合併を許可した。1972年8月1日にはフランケンシュタインとマンモルスハインの合併に関する法律が発効した。さらに隣接するバート・ゾーデンから約 200人が住む土地が編入された。ヨハニスヴァルトという名称のこの地域は、バート・ゾーデンのアルテンハイン地区に属していたが、これ以後はケーニヒシュタインのシュナイトハイン市区に属している。
3つの旧自治体には基本条例に基づき地区議会と地区長をもつ行政地区が設定されている。行政地区の境界は、かつての町村境が適用されている。

## 住民

### 宗教

#### 修道会と宗教団体
ガブリエル・ビエルの影響でエーバーハルト3世フォン・エップシュタイン=ケーニヒシュタインは、1466年に「クーゲルヘレン」とも呼ばれる共同生活兄弟会の信者をケーニヒシュタインに招いた。彼らは「デヴォティオ・モデルナ」（新しい信心）の信奉者であった。ケーニヒシュタイン・クーゲルヘレン教団は1540年まで存続した。シュトルベルク伯ルートヴィヒが16世紀半ばにルター派の教義に基づく宗教改革を行い、クーゲルヘレン教団は1540年に解散した。街がマインツ大司教領となったことにより、1601年から対抗宗教改革がなされた。1646年から1813年までカプチン会ケーニヒシュタイン修道院が存在した。この建物は後にホテル・プファフとなった。1884年から1891年にウルスラ会女子修道院が設立され、日曜学校が拡充された。聖アンゲラ＝シューレはこれを由来とする。

#### ケーニヒシュタイン哲学・神学大学
1949年4月29日、ケーニヒシュタイン哲学・神学大学が独立したカトリック系大学として公式にケーニヒシュタインに設けられ、州政府から「専門知識習得目的の大学」として認可された。難民司教マクシミリアン・カラーは1947年5月末に哲学教授のエーリヒ・クラインアイダムを新設大学の教授として招聘した。彼は1948年に学部長、1949年に学長に就任した。このキリスト教大学では、クラインアイダムのほかに、アントン・ヤンコー、フィリップ・シェーファー、レオ・シェフチクが教鞭を執った。著名な卒業生としては、カール・ガブリエル、ヨハネス・グリュンデル、エーレンフリート・シュルツ、ゲールハルト・ピーシュルがいる。この大学は417人の聖職者を輩出した。この大学は1978年2月15日に廃止された。

## 行政

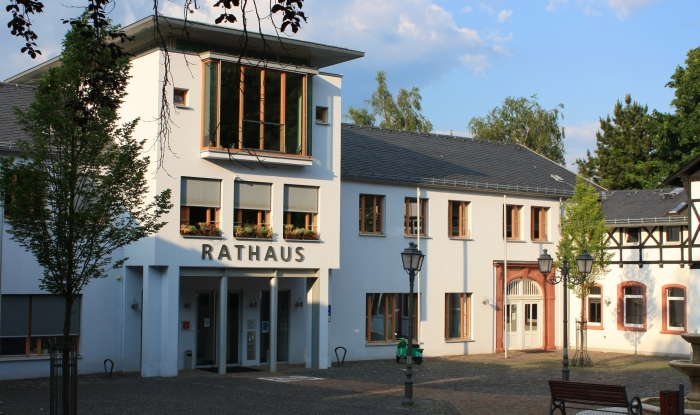
ケーニヒシュタイン・イム・タウヌス市庁舎

### 市議会
ケーニヒシュタイン・イム・タウヌスの市議会は、37議席で構成されている。

### 首長
2006年からレオンハルト・ヘルム (CDU) が市長を務めている。2006年の選挙当時彼は無所属で、CDU の公認候補と選挙戦を戦った。2012年の選挙では CDU の支援を受けた。

### 紋章
図柄: 赤地。角錐型屋根を頂く2つの銀の塔の間に小盾。小盾は上下二分割、上部はさらに左右に分割されている。向かって左上は金地で左向き（向かって右向き）に歩く、赤い爪を持つ黒い獅子。向かって右上は赤と金色に上下二分割。下部は銀地に3本の赤い逆V字図形。
この紋章は1907年から公式に使われている。デザインは1535年の裁判印に由来する。塔は帝国城砦を象徴している。赤と金の地色は地元領主のミュンツェンベルク＝ファルケンシュタイン家の紋章である。1418年からその後継者となったエップシュタイン家の紋章である逆V字図形も描かれている。獅子は、12世紀にこの集落が属していたニュリングス伯を示している可能性がある。

### 姉妹都市
ケーニヒシュタイン・イム・タウヌス市は以下の都市と姉妹都市関係にある。
- ル・カネ（フランス、アルプ＝マリティーム県）
- ケーニヒシュタイン（ドイツ語版、英語版）（ドイツ、ザクセン州）
- クルニク（ポーランド語版、英語版）（ポーランド、ヴィエルコポルスカ県）

さらにフランケンシュタイン市区はル・メル＝シュル＝サルト（フランス、オルヌ県）と姉妹自治体になっている。また、オーバープファルツのケーニヒシュタイン（ドイツ、バイエルン州）とは友好自治体の関係にある。

## 経済と社会資本

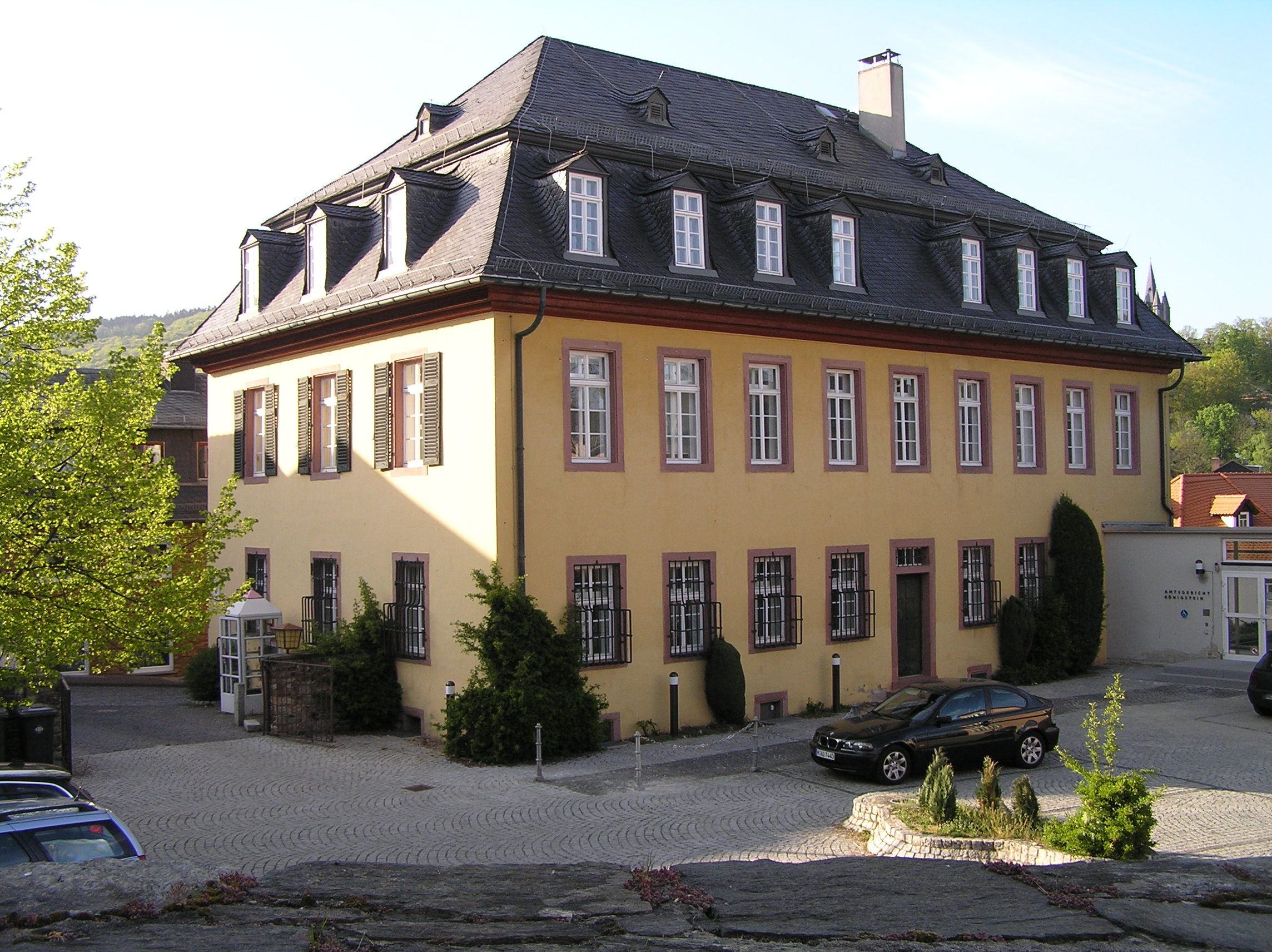
ケーニヒシュタイン区裁判所（旧ルクセンブルク城館）

### 国の機関
ケーニヒシュタインは区裁判所の所在地である。また、ドイツ年金保険ヘッセンの出張所がある。

### 購買力

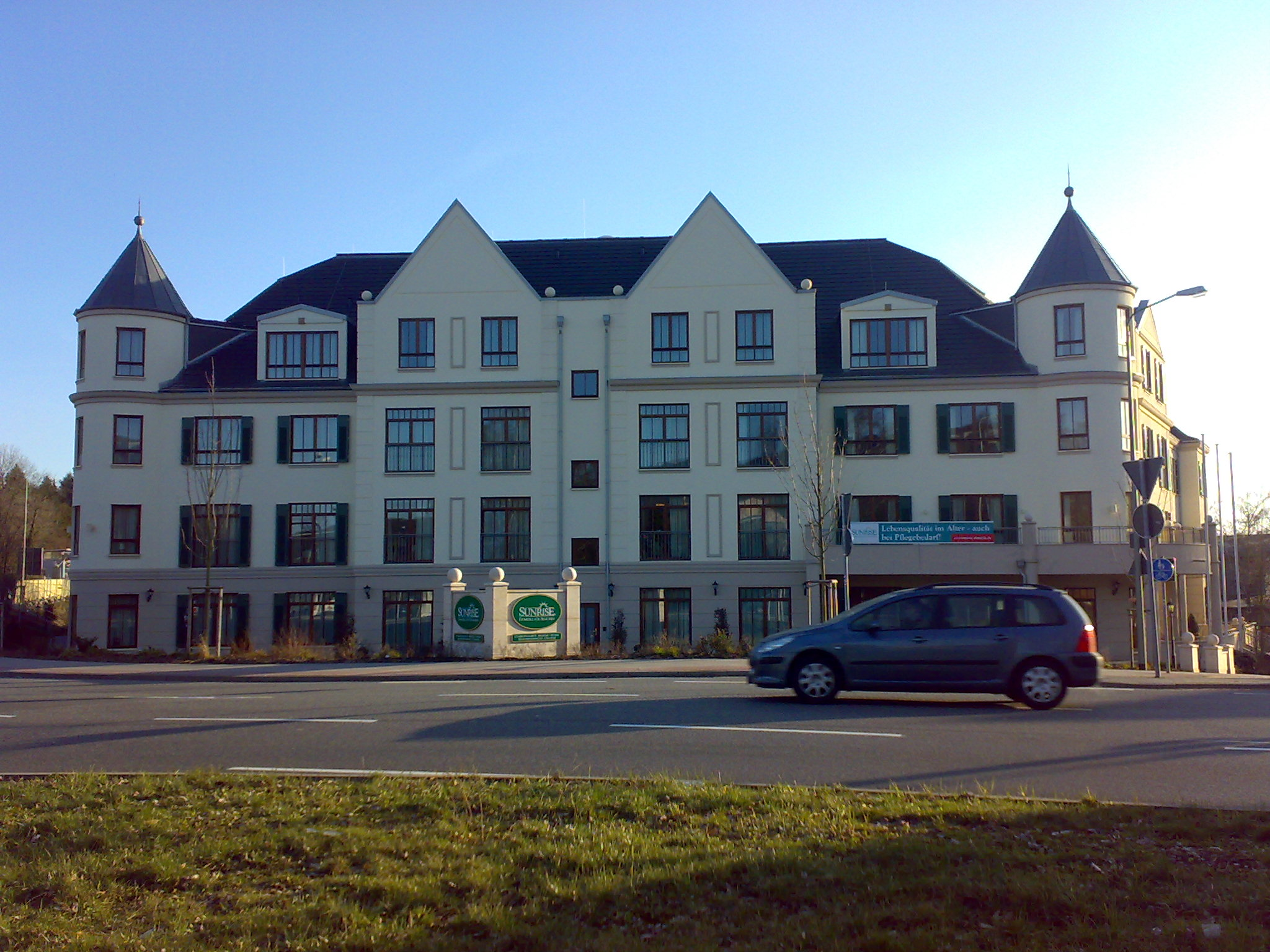
クルザナ社の老人ホーム

ケーニヒシュタインの住民は、ドイツ平均を大きく超える購買力を有している。2011年の購買力インデックスは、ドイツ平均の 191 % を示した。この背景としては、フランクフルト近郊の通勤者に人気の高級住宅地であることが挙げられる。ケーニヒシュタインとその市区には、邸宅が建ち並ぶ住宅街や、クルザナ社の老人ホームがある。

### 地元企業
この街には、かつて経済を主導し、独立した企業コンサルタントや個人コンサルタントが住んでいる。ドイツの個人コンサルタント「ホフマン・ヘルボルト＆パートナー」が存在したことで、ケーニヒシュタインは長年、最大の国際的なエクゼクティブ調査会社コルン/フェリーの本社所在地となっていた。かつてコルン/フェリーの協力者であった多くの会社が今でもケーニヒシュタインに存在している。コメルツ銀行は、ケーニヒシュタインの郊外に教育・会議センターを運営している。この施設には第三者も入ることができる。アスクレピオス・クリニークは運営会社の本部をケーニヒシュタインに置いている。ゼーガー＝オルビスの本社もここにある。

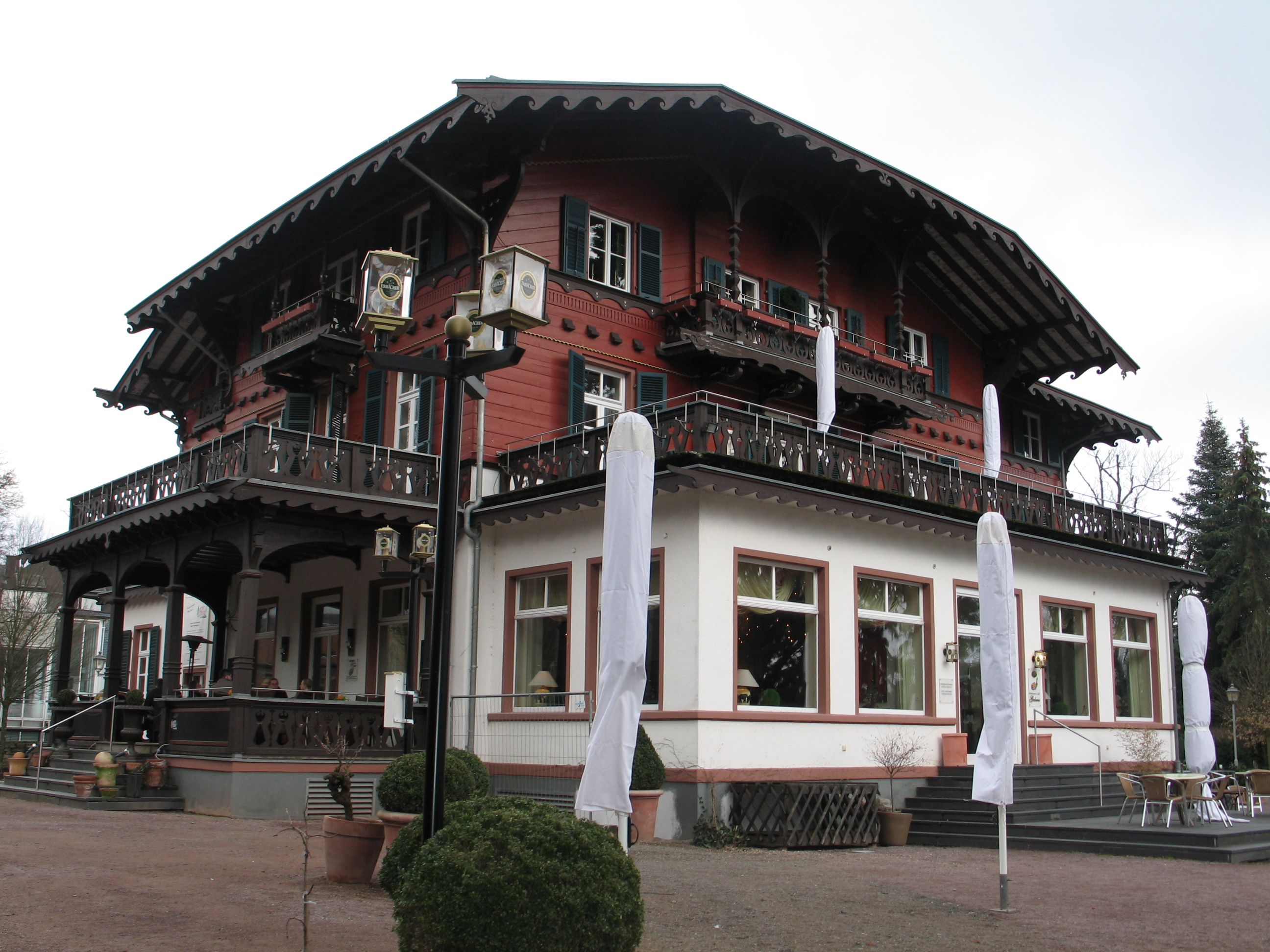
クアハウス「ヴィラ・ボルクニス」

### 保養
ハイルクリマティシャー・クアオルトに指定されているケーニヒシュタインには、クアパルクとクアハウス「ヴィラ・ボルクニス」がある。

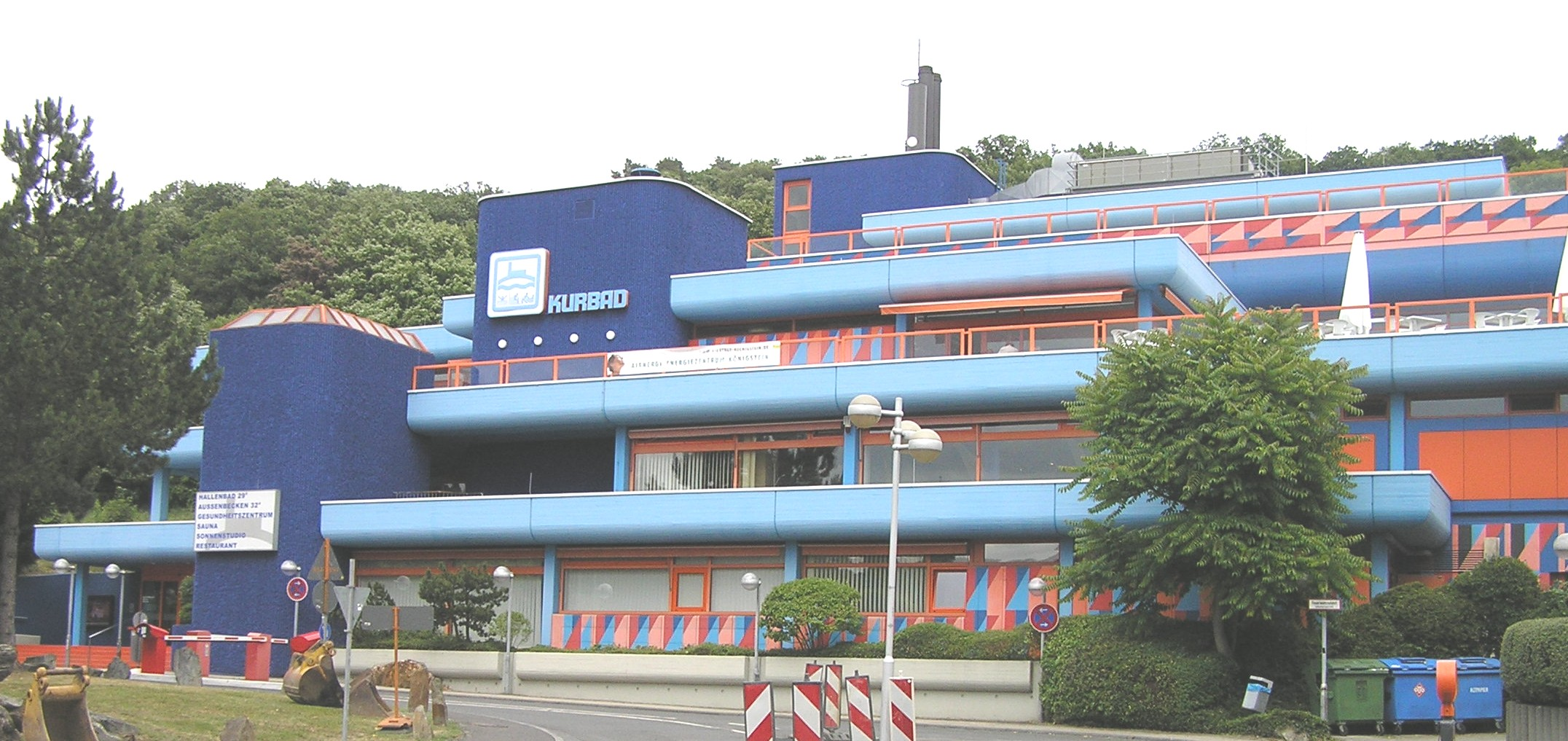
クアバート

#### クアバート
本市のクアバート（保養プール）は連邦道 B8号線で市街地から分離されている。このプールは青-オレンジの配色で彩色されており、周囲の風景の緑色との対比が鮮やかに目にとまり、ケーニヒシュタイン城およびアンドレア邸とともにケーニヒシュタイン中核市区の景観を決定づける3つの建物の1つとなっている。この建物は建設当時からほとんど手が加えられておらず、細部に至るまで1970年代のドイツの時代精神を示す真正な証拠となっている。クアバート建設時、1977年に、シュトゥットガルトの芸術家オットー・ヘルベルト・ハイェークによる青-オレンジの配色決定に対して反対の議論が巻き起こった。建築の形は、コンペティションによりシュトゥットガルトの建築事務所ルドルフ・ウント・インゲボルク・ガイアーの設計が採用された。この設計事務所は、たとえばバート・ベーヴェンゼンのプロジェクトなどプール建築に特化しており、しばしばハイェークと共同作業を行っている。
室内プールやサウナのほかに、建物内には一連の保養施設が設けられており、1989年には屋外プールが増設された。寝椅子のあるテラスや野外水槽からは、西と北に向かって街や川を見おろす眺望が開けている。プールの前はハイルクリマパルク・ホーホタウヌスの起点である。このプールはケーニヒスシュタイナー・クアGmbHの所有である。このクアプールは「中央ヨーロッパの最も優れたプール」の1つに選ばれ、2013年以降保護文化財に指定されている。2014年4月、フランクフルター・ルントシャウは、クアバートの改修が予定されていると報じた。しかしこれは実現せず、2017年に同様の計画が立案されている。

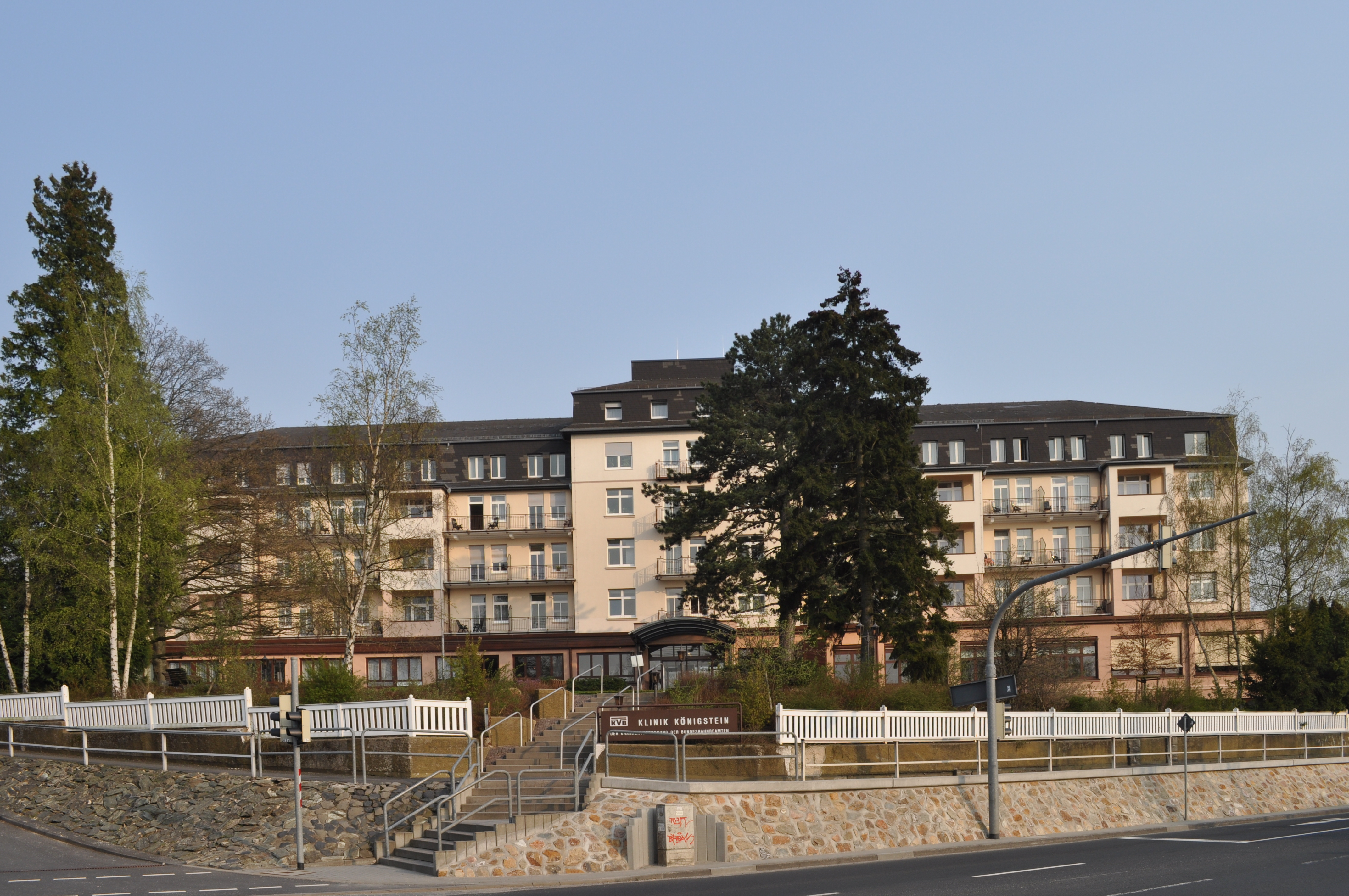
KVB クリニーク・ケーニヒシュタイン

### 健康、医療
ケーニヒシュタインには大規模な健康・医療施設がある。クアバートのほかに様々な病院がある。たとえばハルトベルクの麓にある KVB のクリニーク・ケーニヒシュタイン、偏頭痛クリニック、精神身体医学疾患専門クリニック、心臓病クリニック、神経学クリニック、タウヌス疼痛センターなどである。
ヴォークタール通りの1912年に設立された聖ヨーゼフ病院は、病床数45の基本的診療の病院である。この病院には、透析事務局と16床の緊急病床をもち腎移植が行われる透析ステーションが併設されている。この病院は1991年まで「イエス・キリストの貧しい下女」教団によって運営されていたが、これ以降は市が運営している。
ケーニヒシュタインとファルケンシュタインは、ドイツ初のハイルクリマパルクの玄関口を形成している。ここからファルケンシュタイン周辺の森やさらにはアルトケーニヒやグローサー・フェルトベルクといった山にまで張り巡らされた遊歩道を数多くの人々が訪れる。
1929年にヴォークタールの屋外プールが完成した。このプールの計画はすでに帝政時代に立案されていた。オランダの療養患者リリー・マンハイマーの多額の寄付によってはじめてその建設が実現した。

### 交通
ケーニヒシュタインは自動車による交通の便利な場所に位置している。市の中心部を通る連邦道 B8号線と B455号線を利用して数分で連邦アウトバーン A66号線のフランクフルト＝ヘーヒスト・インターチェンジ、A661号線のオーバーウルゼル・インターチェンジ、A3号線ニーデルンハウゼン・インターチェンジに到達できる。この交通の便がよい立地のために、朝と夕方にはロータリー前に通勤のための長い列ができる。このため、2007年1月までに信号機の設置やその他の建設的処置が策定されたが、その後すぐに信号機は交通の流れを阻害するとして撤回された。ケーニヒシュタイン近郊のケルクハイム＝ホルナウからエーゼルヘックまでの連邦道 B8号線の4車線拡張工事については長らく議論が続いた。最終的にこの計画は、2009年末に行政管区長官による拡張工事反対の決定により廃止された。
最寄りの空港はフランクフルト国際空港である。

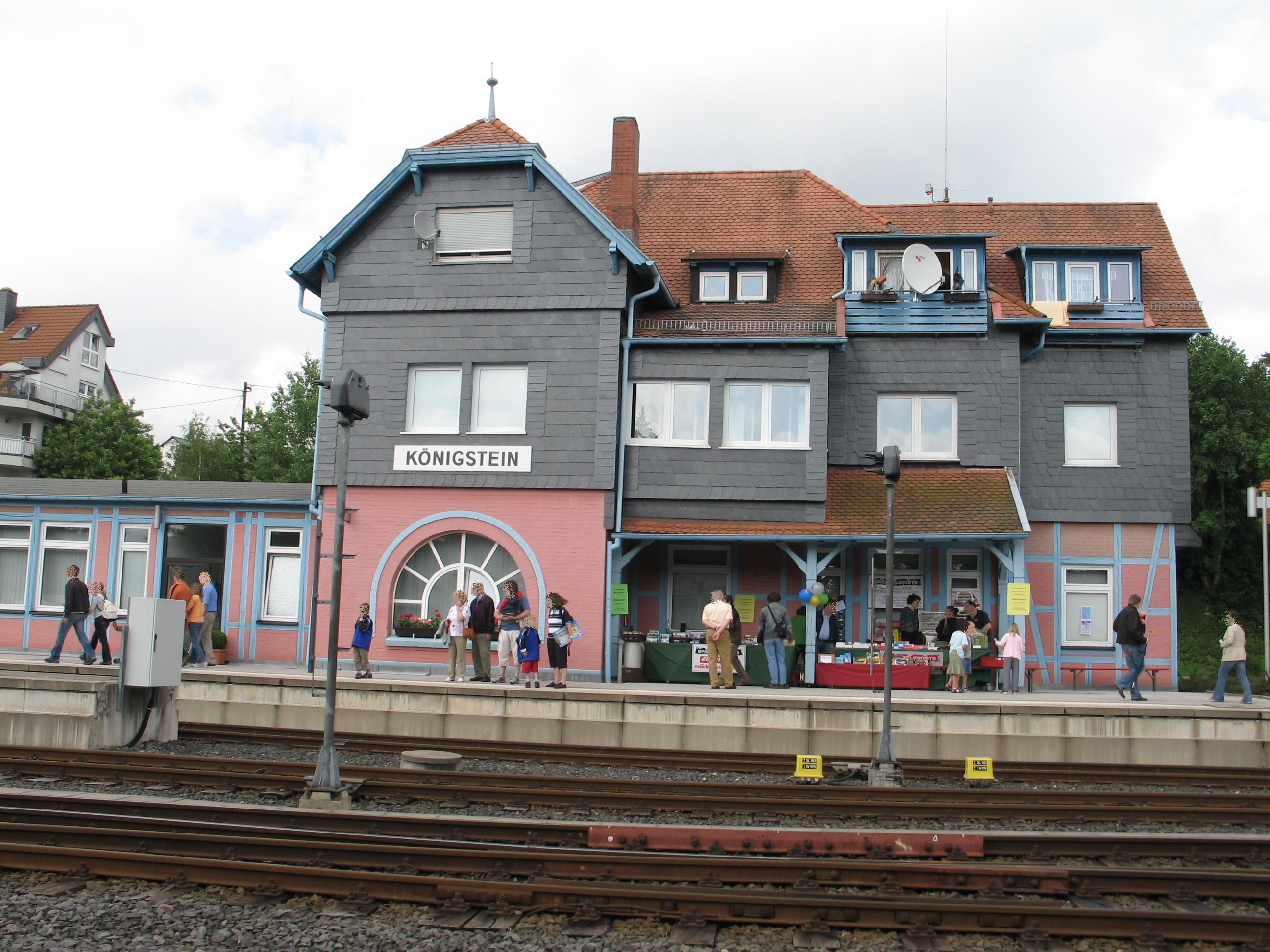
ケーニヒシュタイン駅

中核市区にある終着駅ケーニヒシュタイン駅やシュナイトハイン駅を有するケーニヒシュタイン鉄道 RB12号線が、ケーニヒシュタインとフランクフルト中央駅とを 40分で結んでいる。この路線は平日には 30分間隔で運行している。このほかにフランクフルトへ行く路線としては、Sバーンのクローンベルク駅（S3号線）およびバート・ゾーデン駅（S4号線）が利用できる。このようにライン＝マイン交通連盟の鉄道網が良好なアクセスを構築している。クローンベルクへはバス路線 85（30分間隔）または 261（15分から30分間隔）を利用して約15分で到着できる。261番のバスはクローンベルクに加えてオーバーウルゼル（S5号線）を経由して郡庁所在地のバート・ホムブルク・フォア・デア・ヘーエ（S5号線）まで運行している。バート・ゾーデンの駅へは30分間隔で運行している253番のバスにより15分で到着できる。これらの路線は、ヘーヒスト、マイン＝タウヌス＝センター（ショッピングセンター）、ケーニヒシュタイン間の重要な交通軸を形成している。2009年の時刻表改訂でマンモルスハインやシュナイトハインとケーニヒシュタイン内市街とを定期的に結んでいた2つの都市バス路線が廃止された。このため、ファルケンシュタインからケーニヒシュタイン中心部を通り駅までを結ぶ都市バス84が新設された。このバスは駅の南側の5つの新しいバス停を経由している。ケーニヒシュタインは、たとえばイトシュタイン行きの223番のバスのように地域を超えるバスの起点でもある。

### 教育
- 基礎課程学校
  - ケーニヒシュタイン基礎課程学校
  - ファルケンシュタイン基礎課程学校
  - マンモルスハイン基礎課程学校
  - シュナイトハイン基礎課程学校
- その他の上級の学校

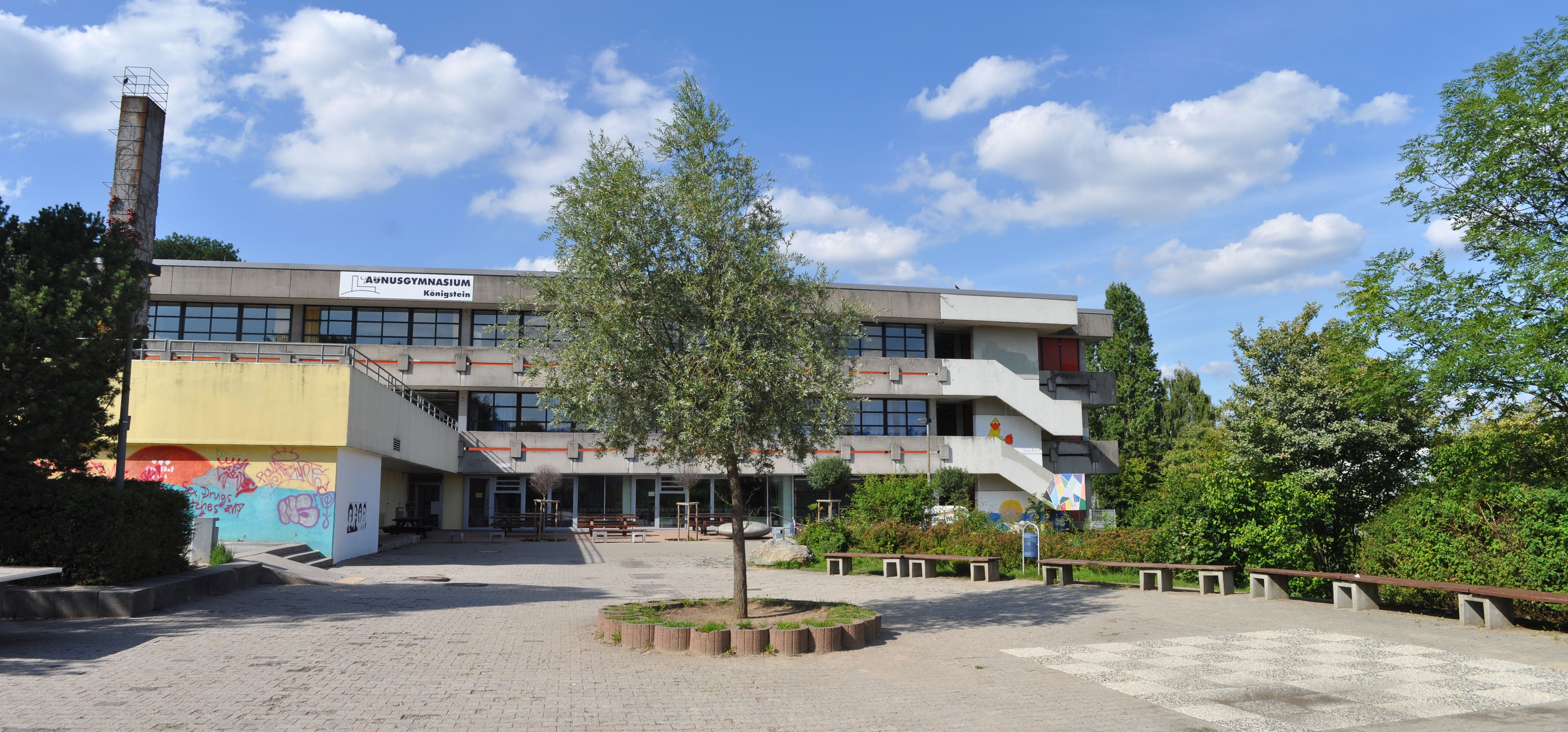
タウヌスギムナジウム

  - タウヌスギムナジウム（旧タウヌスシューレ）
  - フリードリヒ＝シュトルツェ＝シューレ、本課程・実科学校
  - ビショフ＝ノイマン＝シューレ、州認可の私立学校（ギムナジウム）
  - 聖アンゲラ＝シューレ、州認可の私立学校（女子ギムナジウム・実科学校）
- その他の学校
  - ケーニヒシュタイン音楽学校、ドイツ音楽学校連盟に加盟している

- ケーニヒシュタイン基礎課程学校
- マンモルスハイン基礎課程学校
- ビショフ＝ノイマン＝シューレ
- 聖アンゲル＝シューレ

## 文化と見所

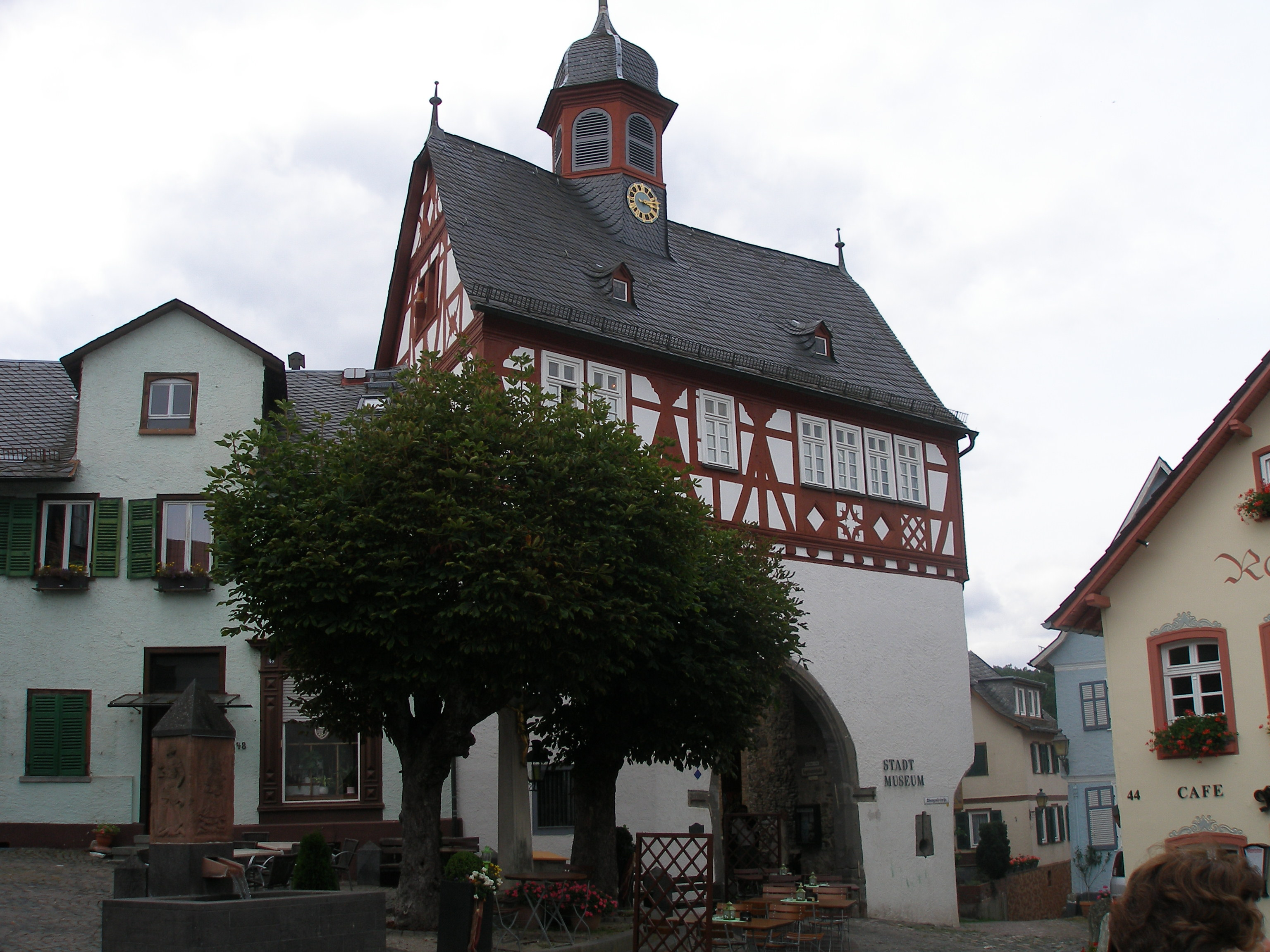
ケーニヒシュタイン城砦・都市博物館

### 博物館
城砦・都市博物館が歴史的旧市庁舎内にある。

### 音楽
地域を超えて成功したファンファーレコルプス 1966 ケーニヒシュタインのミュージック・ショーバンドは2006年聖霊降臨祭にブラスバンドクラスのドイツチャンピオンになった。

### 建築
本市の象徴的建造物であるケーニヒシュタイン城趾のほかに、1887年に教会建築家ルートヴィヒ・ホフマンによって建設された教会や現在は博物館となっている旧市庁舎を含む歴史的旧市街、ファルケンシュタイン城趾などが見所である。街の景観を決定づけているのは他にも、1891年にフランクフルトの銀行家アルベルト・アンドレア・ド・ノイフヴィレによって建設されたヴィラ・アンドレアがある。この建物は1957年から1987年までインナー・ミッション福音主義協会の学生寮として使われていた。ヴィラ・アンドレアは、1994年に突然の破産に直面するまで、芸術に理解のある不動産業者ユルゲン・シュナイダーのオフィス兼住居であった。
聖マリエン教区教会の主祭壇はマインツ選帝侯の宮廷化粧漆喰師でマインツ出身のペーター・イェーガーによって1758年に制作された。この祭壇は領主の保護を示している。
ナッサウ公アドルフのかつての城館（1890年以降はルクセンブルク城館と呼ばれた）には、現在は区裁判所が入居している。

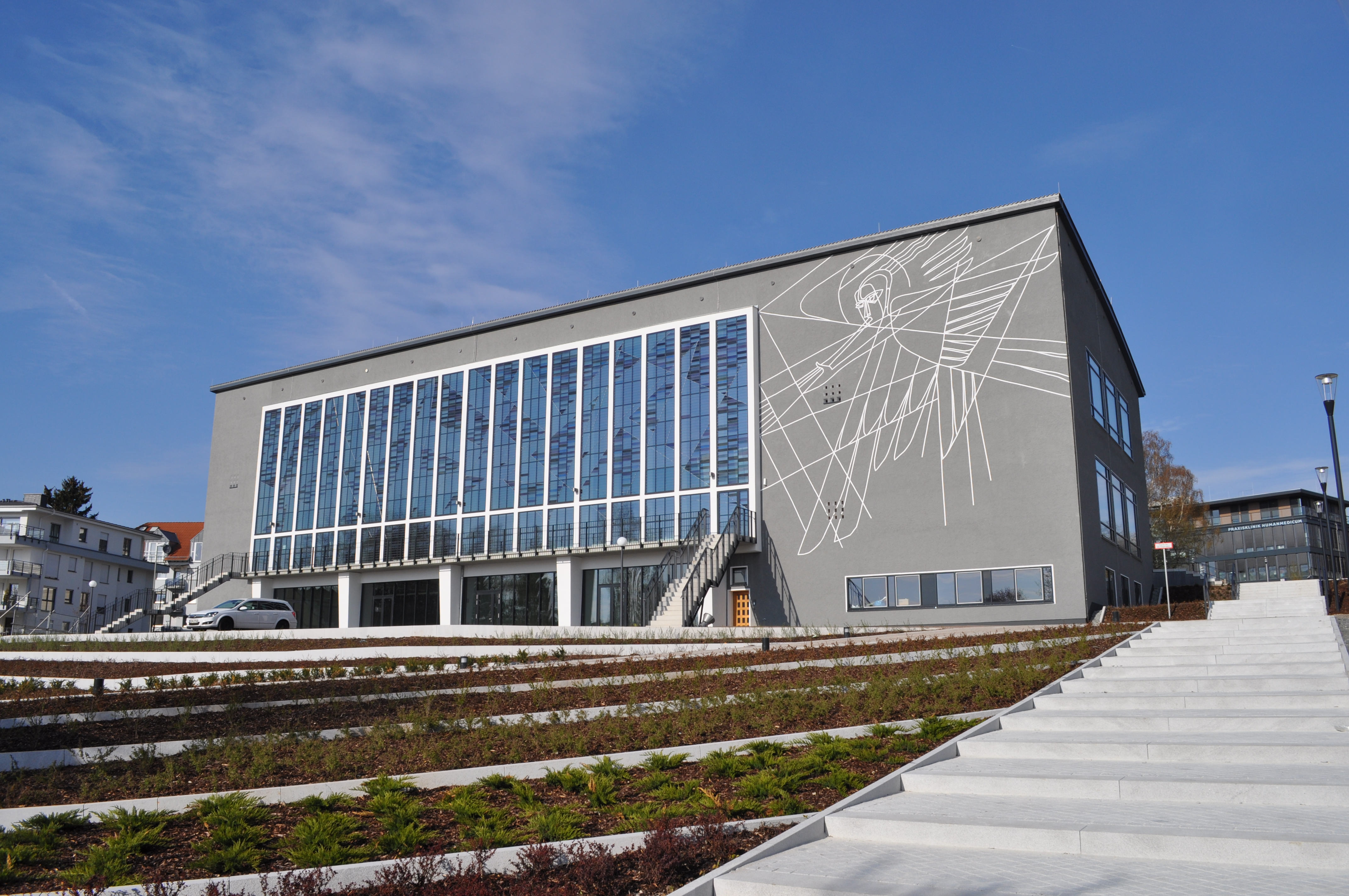
ケーニヒシュタイン交流の家

近代の重要な建築学的・歴史的建造物が1954年から1955年に建設された「交流の家」である。1955年から1961年（あるいは1968年）までここには、ヴェーレンフリート・ヴァン・シュトラーテンの「キルヘ・イン・ノート」の礼拝車が配備されており、これで西ドイツの難民キャンプに住む故郷を逐われた人々の宗教的（当初は物質的にも）救済活動を行っていた。1968年にはここでドイツ司教会議が開催され、教皇パウロ6世の回勅「フマネ・ヴィテ」に対する「ケーニヒシュタイン宣言」が可決された。ここでは地域を超えた重要な会議が数多く開催された。1998年以後、市が所有するこの建築複合体を将来どうするか、ケーニヒシュタインの行政内で議論が定まっていなかった。市議会の多数派を占める CDU/FDP は解体して新しい建物を建てることを発案したが、2008年10月30日に 18対17の僅差で改修して存続することが決定した。その結果、1955年の内部施設の大部分を保持し、文化財的価値を護りとエネルギー効率を向上させることを実現することとなった。2006年6月には「交流の家」の近代化を要求する住民運動が起こった。このコンセプトによって市は2009年11月に欧州委員会のドイツ国内における「グリーン・ビルディング・アワード」カテゴリー「近代化された建物」、さらに2011年に欧州委員会のヨーロッパ・グリーン・ビルディング・アワードを受賞した。この近代化は2010年春に始まり、ホールは2012年3月23日に再開された。ゲスト棟は取り壊された。

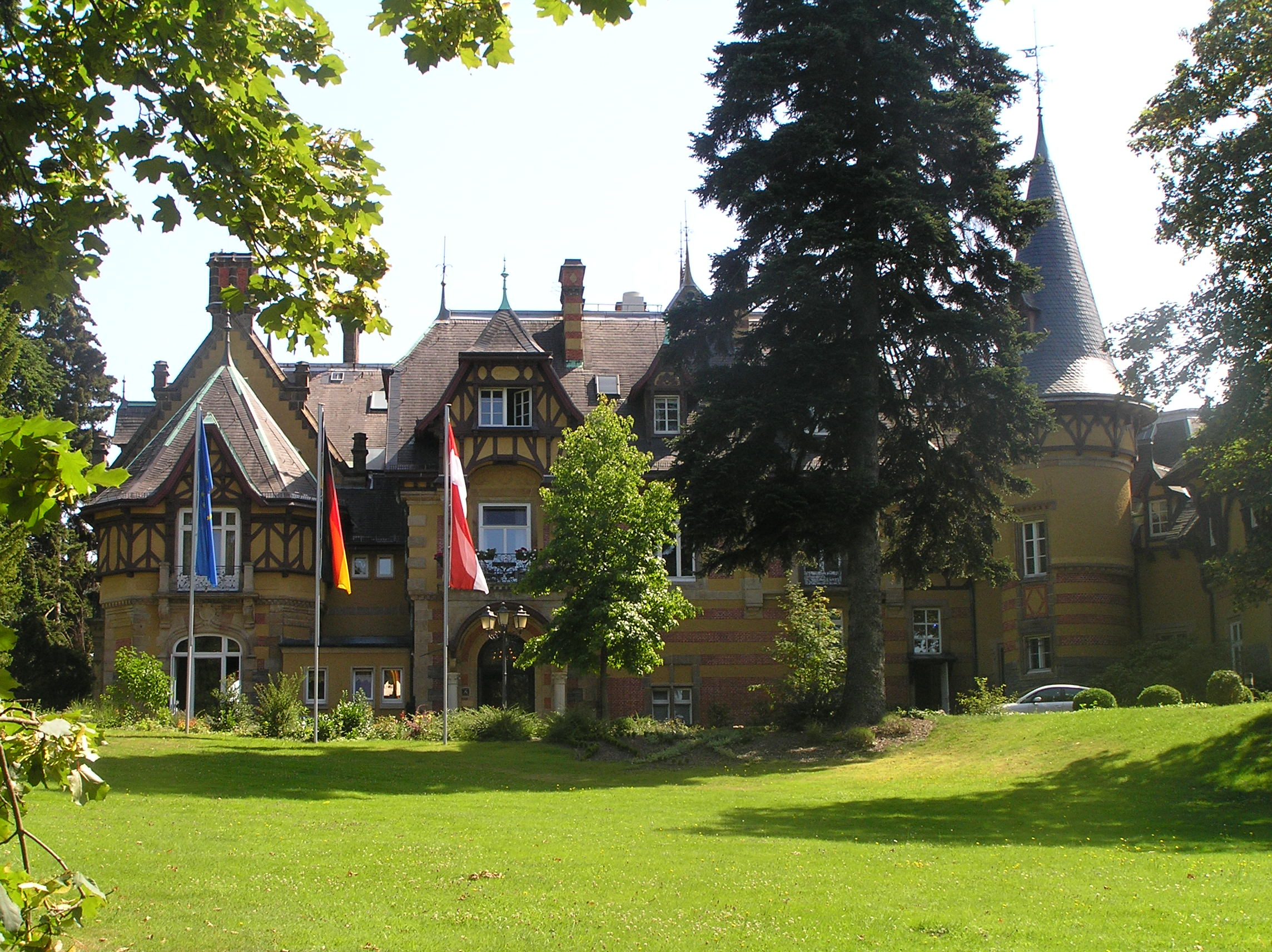
ヴィラ・ロートシルト

1884年にヴィルヘルム・カール・フォン・ロートシルトによって夏の居館として建設されたヴィラ・ロートシルトは、1948年から1949年に憲法評議会の議会場、米英占領地区の経済議会場、西ドイツ首相官邸として利用され、現在はホテルとなっている。
城山の麓、公園に囲まれ、ヴォークバッハ川が流れ広いヴォークタールにつながる付近にウルスラ会聖アンゲラ女子修道院がある。この修道院は1884年に創設され、同名の州内で有名な私立学校を運営している。
ケーニヒシュタットはその牧歌的な旧市街でも知られている。ハウプト通り37番地の家は木組みの家で、年輪年代測定法により1537年に建造されたと言われる。この建物は1535年頃の都市拡張後の早い時期に建設されたとされており、現在は取り壊しの危機にある。
ケーニヒシュタイン（およびファルケンシュタイン市区）の邸宅街は、歴史主義、ユーゲントシュティルおよびハイマートシュティルの傾向が強く、60年代のシンプルさ（バンガロー）を特徴とする。1961年にアメリカの建築家リチャード・ノイトラは、フランクフルト・アム・マイン大学の教育セミナー長のためにラング邸を建設した。その居住スペースからは段差なく庭園に出ることができる。土地の広さは、総合的な地域再開発計画とこれに基づく建設計画によるものであり、他の都市における類似の住居と比較することはできない。
建築家ブルーノ・パウルが建設したガンス邸は、アドルフ・ガンスの老後の家、女性郵便職員の保養所、ハイナーベルク病院として利用され、現在はドイツ年金保険の管理事務所となっている。この邸宅は1939年に切手のデザインに用いられた。

### 記念碑
2015年ケーニヒシュタイン城に、シュタウフェン朝の帝国侍従であったクーノ・フォン・ミュンツェンベルクを記念するシュタウフェンの石柱（六角柱）が建立された。彼はルックハルデ・フォン・ニューリングスとの結婚によりこの城の所有者となったのだが、この石碑には誤って建設者と記述されている。

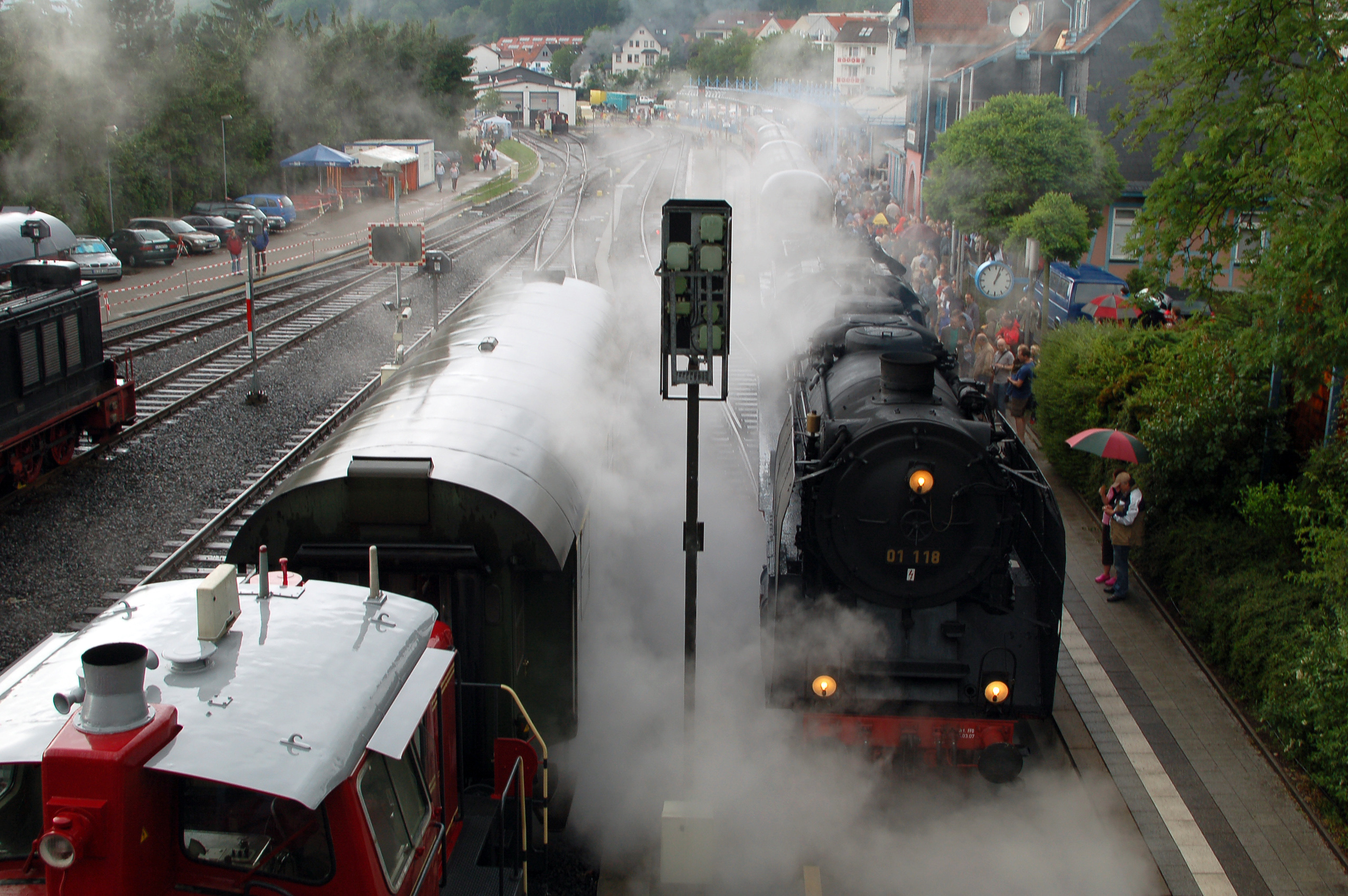
ケーニヒシュタイン駅祭（2007年）

### 年中行事
ケーニヒシュタット最大の世俗祭が、毎年ケーニヒシュタイン城趾で開催されるブルクフェスト（城祭）である。また、春と夏にはこの城で以下のイベントが開催される: 5月のケーニヒシュタイン騎馬協会の騎馬競技会、城での演劇や様々な音楽、映画イベント。シュタットヴァーヘ協会（都市守衛協会）は2005年から2007年までコンサートシリーズ「ミッテルアルター・ロックト・ディー・ブルク」を試みた。2009年以降は新たな主催者の下で開催されている。
フランクフルト歴史鉄道協会は、1981年から毎年聖霊降臨祭にケーニヒシュタイン駅祭を開催している。このイベントでは蒸気機関車の特別運行が行われる。
他の市区においても祭や活動が社会生活を形作っている。

### オイゲン＝コーゴン賞
市は2002年から定期的にオイゲン＝コーゴン賞を授与している。
- ヴィラ・アンドレア
- 聖マリエン教会の主祭壇
- ガンス邸
- シュタウフェンの石柱

## 人物

### 出身者
- リチャード・マスグレイブ（1910年 - 2007年）経済学者
- ブリギット・フリートマン（ドイツ語版、英語版）（1960年 - ）陸上競技選手。
- エーファ・ファフ（ドイツ語版、英語版）（1961年 - ）テニス選手
- セバスティアン・ユング（1990年 - ）サッカー選手

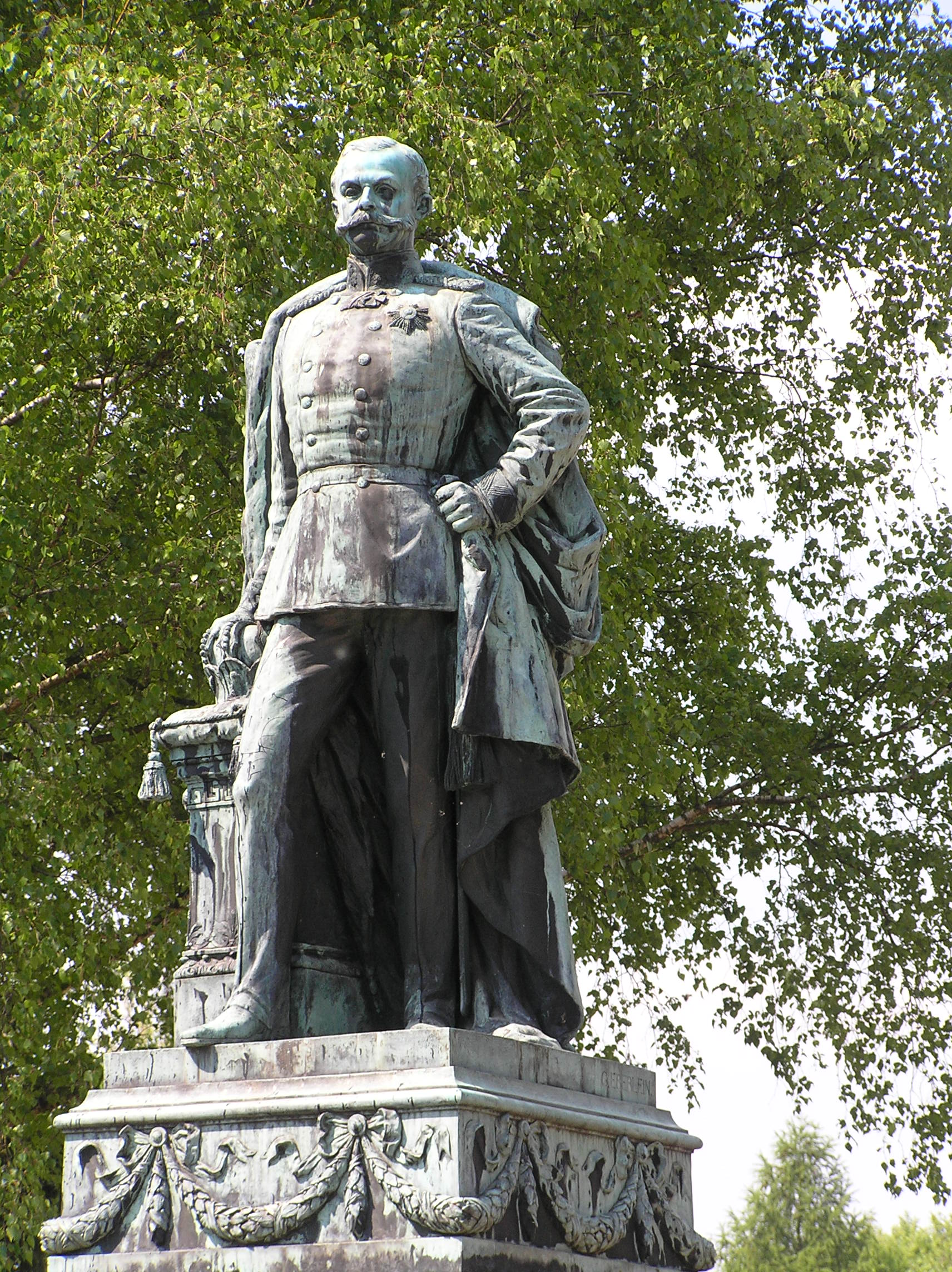
ケーニヒシュタインのナッセン公アドルフ像

### ゆかりの人物
- カロリーネ・シェリング（1763年 - 1809年）ロマン主義詩人のミューズ的存在。1793年にケーニヒシュタイン城に幽閉された。
- アドルフ・フォン・ナッサウ＝ヴァイルブルク（1817年 - 1905年）ナッサウ公
- ヒルダ・フォン・ナッサウ（1864年 - 1952年）バーデン大公妃
- マックス・デソワール（1867年 - 1947年）心理学者。ケーニヒシュタインで亡くなった。
- シュテファン・ゲオルゲ（1868年 - 1933年）詩人
- フランツ・ハルダー（1884年 - 1972年）第二次世界大戦時の参謀総長
- ヴァルター・クリスタラー（1893年 - 1969年）地理学者。ケーニヒシュタインで亡くなった。
- オイゲン・コーゴン（ドイツ語版、英語版）（1903年 - 1987年）ジャーナリスト、社会学者、政治学者。ケーニヒシュタインで亡くなった。
- ブルーノ・ベーガー（ドイツ語版、英語版）（1911年 - 2009年）人類学者。ケーニヒシュタインで亡くなった。
- ヴェーレンフリート・ヴァン・シュトラーテン（ドイツ語版、英語版）（1913年 - 2003年）
- レオ・シェフチク（ドイツ語版、英語版）（1920年 - 2005年）神学者
- カール＝ハインツ・ケルベル（1954年 - ）サッカー選手
- ハンス・ジマー（1957年 - ）映画音楽作曲家
- ミヒャエル・グロス（1964年 - ）水泳選手